# Microlinyphia johnsoni
Microlinyphia johnsoni là một loài nhện trong họ Linyphiidae.
Loài này thuộc chi Microlinyphia. Microlinyphia johnsoni được John Blackwall miêu tả năm 1859.